# Giải vô địch cờ vua nữ thế giới

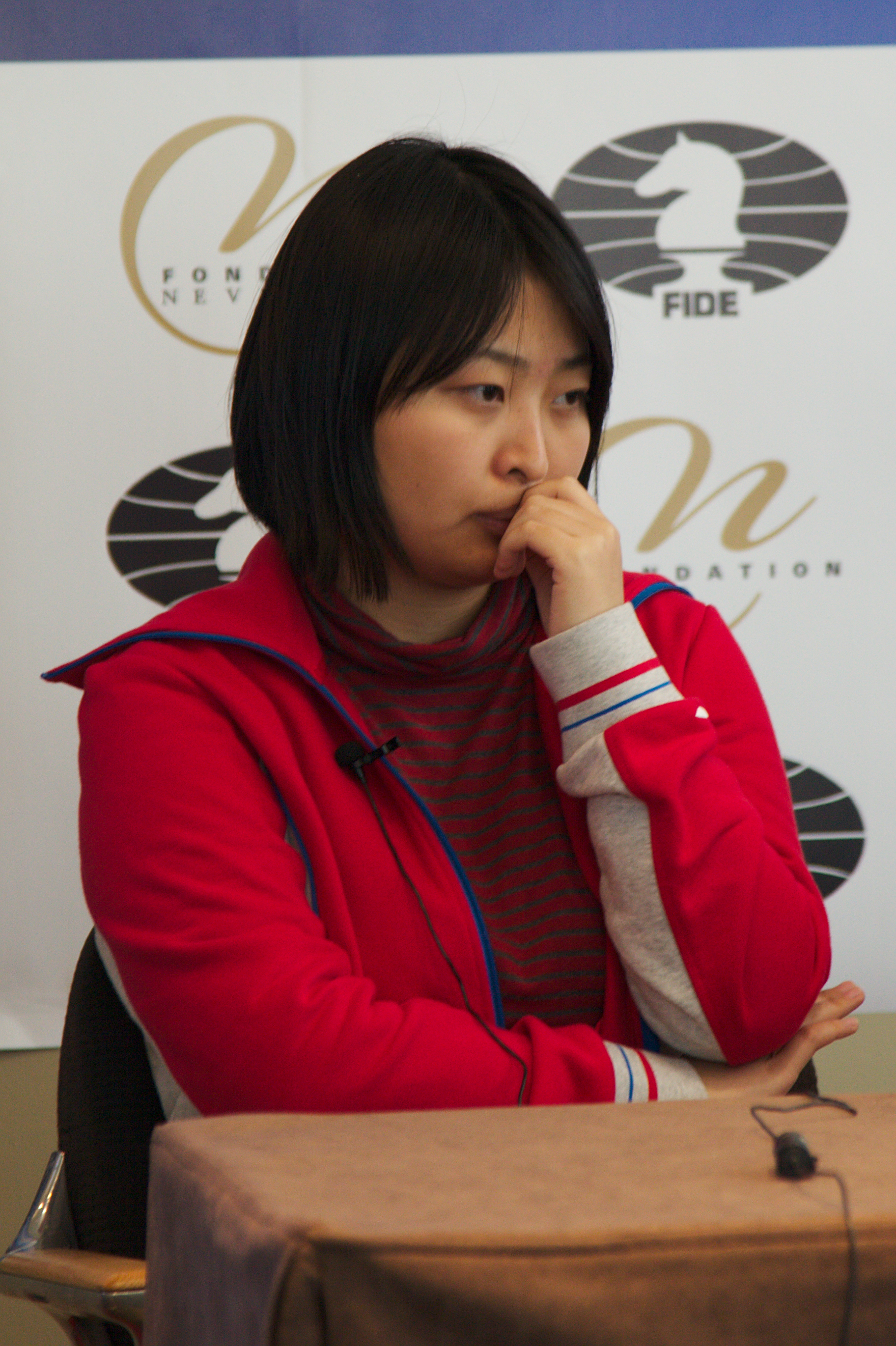
Nhà vô địch cờ vua thế giới hiện tại Cư Văn Quân người Trung Quốc

Giải vô địch cờ vua nữ thế giới (WWCC) là giải đấu nhằm mục đích xác định nhà vô địch thế giới phụ nữ về cờ vua. Giống như Giải vô địch cờ vua thế giới, nó được FIDE quản lý.
Không giống như hầu hết các môn thể thao được Ủy ban Olympic quốc tế công nhận, mà giải thi đấu hoặc là "hỗn hợp" (bao gồm tất cả mọi người) hoặc chia thành giải nam riêng và giải nữ riêng, ở cờ vua nữ được phép thi đấu ở giải "mở" (bao gồm cả Giải vô địch cờ vua thế giới), và cũng có Giải vô địch thế giới nữ riêng biệt (chỉ dành cho nữ).

## Lịch sử

### Thời đại của Menchik
Giải vô địch thế giới dành cho nữ được FIDE thành lập năm 1927 như một giải đấu duy nhất được tổ chức cùng với Olympiad Cờ vua. Người chiến thắng của giải đấu đó, Vera Menchik, không có bất kỳ quyền đặc biệt nào như nhà vô địch nam có được, tức chỉ cần bảo vệ ngôi trước nhà thách đấu. Thay vào đó bà phải bảo vệ danh hiệu của mình bằng việc thi đấu nhiều ván như tất cả những người thách đấu. Bà đã làm điều này thành công trong mọi chức vô địch khác trong đời bà (1930, 1931, 1933, 1935, 1937 và 1939).

### Sự thống trị của các kỳ thủ Liên Xô (1950-1991)

Giải vô địch thế giới nữ 1981, Maia Chiburdanidze vs. Nana Alexandria

Menchik qua đời khi vẫn là nhà vô địch, năm 1944 trong một cuộc không kích của Đức vào Kent. Chức vô địch tiếp theo là một giải đấu vòng tròn khác vào năm 1949-50 và Lyudmila Rudenko đã lên ngôi vô địch. Sau đó, một hệ thống tương tự như chức vô địch nam đã được thiết lập, với một chu kỳ các giải đấu Ứng viên (và sau đó là Interzonals) để chọn một người thách đấu để đấu với nhà đương kim vô địch.
Giải đấu Ứng viên đầu tiên như vậy được tổ chức tại Moscow, 1952. Elisaveta Bykova đã giành chiến thắng và tiến tới đánh bại Rudenko với bảy thắng, năm thua và hai trận hòa để trở thành nhà vô địch thứ ba. Giải đấu Ứng viên tiếp theo đã tìm ra người thách đấu là Olga Rubtsova. Tuy nhiên, thay vì trực tiếp để Rubtsova đấu với Bykova, FIDE quyết định rằng chức vô địch nên được tổ chức giữa ba người chơi hàng đầu trên thế giới. Rubtsova giành chiến thắng tại Moscow năm 1956, một nửa điểm trước Bykova, người đã kết thúc với năm điểm nhiều hơn Rudenko. Bykova lấy lại danh hiệu vào năm 1958 và bảo vệ nó trước Kira Zvorykina, người chiến thắng trong giải đấu Ứng viên vào năm 1959.
Giải đấu Ứng viên thứ tư được tổ chức vào năm 1961 tại Vrnjacka Banja và bị Nona Gaprindashvili của Georgia hoàn toàn thống trị, với 10 thắng, thua 0 và 6 trận hòa. Sau đó, cô đã đánh bại Bykova một cách chênh lệch với bảy ván thắng, không ván thua và bốn ván hòa ở Moscow, 1962 để trở thành nhà vô địch. Gaprindashvili đã bảo vệ danh hiệu của mình trước Alla Kushnir của Nga tại Riga năm 1965 và Tbilisi/Mosckva 1969. Năm 1972, FIDE đã giới thiệu hệ thống tương tự cho chức vô địch nữ như với nam: một loạt các giải đấu Interzonal, sau đó là các trận đấu của Ứng viên. Kushnir đã chiến thắng một lần nữa, và sau đó lại bị Gaprindashvili đánh bại tại Riga 1972. Gaprindashvili đã bảo vệ danh hiệu này lần cuối trước Nana Alexandria của Gruzia tại Pitsunda / Tbilisi 1975.
Trong chu kỳ 1976-1978 tìm Ứng cử viên, Maya Chiburdanidze, Georgia, 17 tuổi, đã trở thành ngôi sao bất ngờ, đánh bại Nana Alexandria, Elena Akhmilovskaya và Alla Kushnir để đối mặt với Gaprindashvili trong trận chung kết năm 1978 tại Tbilisi. Chiburdanidze đã tiếp tục đánh bại Gaprindashvili, đánh dấu sự kết thúc của sự thống trị của Gruzia và sự khởi đầu của một quốc gia khác. Chiburdanidze bảo vệ danh hiệu của mình trước Alexandria tại Borjomi / Tbilisi 1981 và Irina Levitina tại Volgograd 1984. Sau đó, FIDE giới thiệu lại hệ thống giải đấu của ứng viên. Akhmilovskaya, người trước đó đã thua Chiburdanidze trong các trận đấu của Ứng viên, đã giành chiến thắng trong giải đấu nhưng vẫn bị Chiburdanidze đánh bại tại Sofia 1986. Bảo vệ danh hiệu cuối cùng của Chiburdanidze là chống lại Nana Ioseliani tại Telavi 1988.

### Thời kỳ hậu Xô Viết (1991-2010)
Sự thống trị của Chiburdanidze kết thúc ở Manila 1991, nơi ngôi sao trẻ người Trung Quốc Tạ Quân đánh bại cô, sau khi về nhì sau Gaprindashvili vẫn còn thi đấu trong giải Interzonal, hòa với Alisa Marić trong giải đấu Ứng cử viên, và sau đó đánh bại Maric trong trận đấu cờ nhanh.
Chính trong thời gian này, ba chị em nhà Polgár là Zsuzsa, Sofia (Zsófia) và Judit nổi lên như những kỳ thủ thống trị. Tuy nhiên, họ có xu hướng thi đấu trong các giải đấu của nam giới, tránh giải vô địch thế giới nữ.
Susan Polgar cuối cùng đã thay đổi chính sách của mình. Cô đã thắng giải đấu Ứng viên năm 1992 tại Thượng Hải. Các thí sinh cuối cùng đã có một trận đấu tám trận giữa hai người về đích cao nhất trong giải đấu là một trận đấu toàn có kết quả hòa giữa Polgar và Ioseliani, ngay cả sau hai lần thi đấu cờ chậm và nhanh. Trận đấu được quyết định bằng rút thăm và Ioseliani là người thắng cuộc. Sau đó, cô đã bị Tạ Quân đè bẹp với tỉ số 8½-2½ trong trận tranh ngôi vô địch tại Monaco năm 1993.
Chu kỳ tiếp theo bị chi phối bởi Polgar. Cô hòa với Chiburdanidze trong giải đấu Ứng viên, dễ dàng đánh bại đối thủ trong trận đấu trực tiếp (5½-1½), và sau đó đánh bại Xie Jun (8½-4½) tại Jaén 1996 và giành chức vô địch.
Năm 1997, Alisa Galliamova và Tạ Quân đã kết thúc giải ứng viên với các vị trí thứ nhất và thứ hai, nhưng Galliamova từ chối chơi trận đấu cuối cùng ở Trung Quốc. FIDE cuối cùng đã trao quyền tranh ngôi vô địch cho Tạ Quân theo mặc định.
Tuy nhiên, vào thời điểm tất cả những sự chậm trễ này được sắp xếp, Polgar sinh đứa con đầu lòng. Cô yêu cầu trận đấu phải hoãn lại. FIDE đã từ chối, và cuối cùng đã tổ chức trận tranh ngôi vô địch giữa Galliamova và Tạ Quân. Giải vô địch được tổ chức tại Kazan, Tatarstan và Thẩm Dương, Trung Quốc và Xie Jun đã giành chiến thắng với năm trận thắng, ba trận thua và bảy trận hòa.
Vào năm 2000, trong một giải loại trực tiếp, tương tự như danh hiệu nam FIDE và được tổ chức cùng với nó, là định dạng mới của giải vô địch thế giới dành cho nữ. Tạ Quân đã lên ngôi vô địch. Năm 2001, một sự kiện tương tự đã xác định nhà vô địch, Chư Thần. Một giải đấu loại knock-out sau đó, được tổ chức riêng rẽ với sự kiện của nam giới, tại Elista, thủ đô của nước cộng hòa Nga Kalmykia (trong đó chủ tịch FIDE Kirsan Ilyumzhinov là chủ tịch), từ 21 tháng năm - 8 tháng sáu, năm 2004, đã tìm ra nhà vô địch người Bulgaria Antoaneta Stefanova. Giống như với Polgar năm năm trước, Zhu Chen đã không tham gia do mang thai.
Năm 2006, danh hiệu trở lại Trung Quốc. Nhà vô địch mới Hứa Dục Hoa mang thai và vẫn thi đấu trong giải đấu tranh chức vô địch.
Vào năm 2008, danh hiệu này đã thuộc về đại kiện tướng người Nga, Alexandra Kosteniuk, và trong trận chung kết, đã đánh bại thần đồng Trung Quốc Hầu Dật Phàm 2½-1½, lúc đó chỉ mới 14 tuổi (xem Giải vô địch cờ vua nữ thế giới 2008).

### Những giải đấu thường niên (2010–2018)

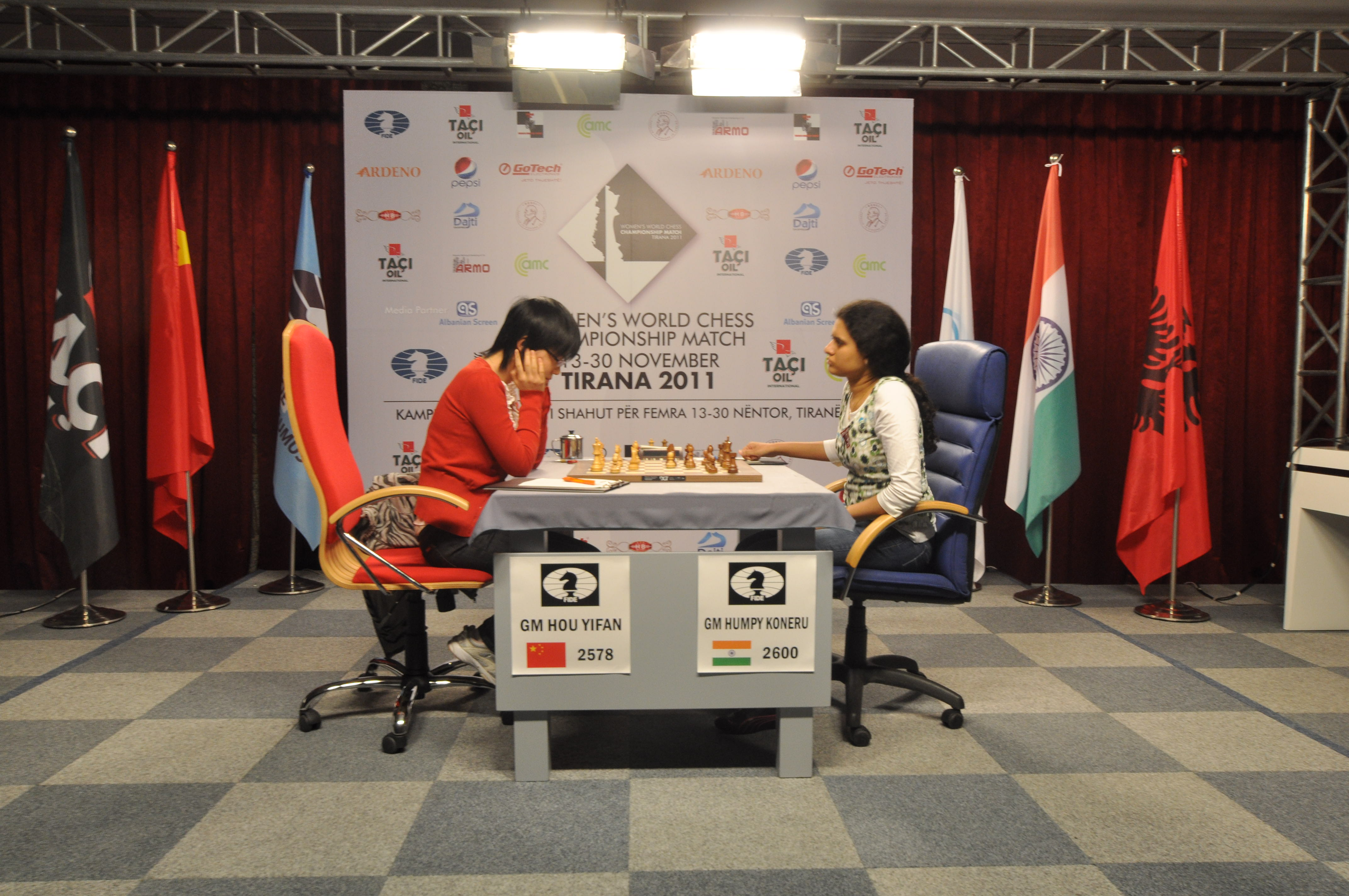
Trận tranh ngôi vô địch thế giới, Tirana 2011

Bắt đầu từ năm 2010, Giải vô địch cờ vua nữ thế giới được tổ chức thường niên với thể thức xen kẽ nhau. Vào năm chẵn 64 kỳ thủ tham dự đấu loại trực tiếp, vào năm lẻ là trận đấu tranh ngôi giữa hai kỳ thủ. Năm 2011 trận đấu diễn ra giữa đương kim vô địch năm 2010 Hầu Dật Phàm và nhà vô địch chuỗi giải FIDE Women's Grand Prix 2009–2011. Vì Hầu cũng vô địch Grand Prix nên nhà thách đấu là người về nhì Grand Prix, Humpy Koneru.
Năm 2011 Hầu bảo vệ thành công ngôi vô địch trước Humpy Koneru ở trận đấu tay đôi tại Tirana, Albania. Hầu thắng ba và hòa năm trong trận đấu 10 ván, vô địch sớm hai ván.
Hầu bị loại ở vòng hai Giải vô địch cờ vua nữ thế giới 2012 tại Khanty Mansiysk. Anna Ushenina, người chỉ được xếp hạt giống 30 tại giải, đã thắng Antoaneta Stefanova 3½–2½ ở chung kết để lên ngôi.
Giải vô địch cờ vua nữ thế giới 2013 là một trận đấu 10 ván giữa đương kim vô địch Ushenina và nhà thách đấu Hầu Dật Phàm, nhà vô địch chuỗi giải FIDE Women's Grand Prix 2011–2012. Chỉ sau bảy ván Hầu đã thắng 5,5-1,5 để giành lại ngôi.
Sau khi Hầu từ chối bảo vệ ngôi khi không tham dự Giải vô địch cờ vua thế giới 2015, Mariya Muzychuk đã thắng Natalia Pogonina ở chung kết.
Tháng 3 năm 2016, Hầu đánh bại Muzychuk 6-3 trong trận đấu tay đôi để lần thứ tư lên ngôi vô địch. Từ đó đến nay Hầu không tham dự các giải vô địch nữ nữa.
Năm tiếp theo Đàm Trung Di đánh bại Anna Muzychuk tại chung kết Giải vô địch cờ vua nữ thế giới 2017.
Đàm mất ngôi vào tay Cư Văn Quân (khi Hầu không tham dự giải đấu này) tại trận tranh ngôi năm 2018.
Cư Văn Quân bảo vệ thành công ngôi vô địch tại Giải vô địch thế giới loại trực tiếp diễn ra cùng năm. Do những khó khăn về địa điểm tổ chức và kinh phí nên năm 2014 không có giải. Giải bị dồn toa và năm 2018, lần đầu tiên trong lịch sử có hai giải vô địch thế giới diễn ra cùng năm. Cư thắng Kateryna Lagno trong trận chung kết.

### Trở lại thể thức đấu tay đôi (2019–nay)
Khi tranh cử chủ tịch FIDE, Arkady Dvorkovich tuyên bố một số cải cách, trong đó có hệ thống Giải vô địch nữ thế giới. Sau khi đắc cử, ông đã thực hiện tuyên bố này. Sau giải vô địch năm 2018, Dvorkovich công bố ngôi vô địch thế giới nữ quay trở lại với thể thức đấu tay đôi truyền thống. Ông cho rằng với nhiều nhà vô địch khác nhau từ hệ thống giải đấu thường niên khiến danh hiệu vô địch thế giới mất đi giá trị của nó. (thực tế tất cả các nhà vô địch từ đấu loại trực tiếp từ 2012 đến 2016 đều thất bại ở trận tranh ngôi tiếp theo).
Aleksandra Goryachkina vô địch giải đấu ứng viên được tổ chức vào tháng 6 năm 2019. Ở trận tranh ngôi nữ hoàng cờ được tổ chức vào tháng 1 năm 2020, Cư giữ được ngôi sau khi thắng vất vả đối thủ: hòa 6–6 ở 12 ván cờ tiêu chuẩn và thắng 2,5–1,5 sau 4 ván cờ nhanh.

## Những kỳ thủ nữ vô địch thế giới
| Tên                 | Năm       | Quốc gia                                                  |
| ------------------- | --------- | --------------------------------------------------------- |
| Vera Menchik        | 1927–1944 | Liên Xô (Nga) (lưu vong) / · Tiệp Khắc / · Vương quốc Anh |
| trống               | 1944–1950 | Chiến tranh thế giới thứ hai                              |
| Lyudmila Rudenko    | 1950–1953 | Liên Xô (Ukraina)                                         |
| Elisaveta Bykova    | 1953–1956 | Liên Xô (Nga)                                             |
| Olga Rubtsova       | 1956–1958 | Liên Xô (Nga)                                             |
| Elisaveta Bykova    | 1958–1962 | Liên Xô (Nga)                                             |
| Nona Gaprindashvili | 1962–1978 | Liên Xô (Gruzia)                                          |
| Maia Chiburdanidze  | 1978–1991 | Liên Xô (Gruzia)                                          |
| Tạ Quân             | 1991–1996 | Trung Quốc                                                |
| Susan Polgar        | 1996–1999 | Hungary                                                   |
| Tạ Quân             | 1999–2001 | Trung Quốc                                                |
| Chư Thần            | 2001–2004 | Trung Quốc                                                |
| Antoaneta Stefanova | 2004–2006 | Bulgaria                                                  |
| Hứa Dục Hoa         | 2006–2008 | Trung Quốc                                                |
| Alexandra Kosteniuk | 2008–2010 | Nga                                                       |
| Hầu Dật Phàm        | 2010–2012 | Trung Quốc                                                |
| Anna Ushenina       | 2012–2013 | Ukraina                                                   |
| Hầu Dật Phàm        | 2013–2015 | Trung Quốc                                                |
| Mariya Muzychuk     | 2015–2016 | Ukraina                                                   |
| Hầu Dật Phàm        | 2016–2017 | Trung Quốc                                                |
| Đàm Trung Di        | 2017–2018 | Trung Quốc                                                |
| Cư Văn Quân         | 2018–     | Trung Quốc                                                |